# Helcogramma
Helcogramma McCulloch & Waite, 1918 è un genere di pesci ossei della famiglia Tripterygiidae.

## Tassonomia
- Helcogramma albimacula Williams & Howe, 2003
- Helcogramma alkamr Holleman, 2007
- Helcogramma aquila Williams & McCormick, 1990
- Helcogramma billi Hansen, 1986
- Helcogramma capidata Rosenblatt in Schultz, Chapman, Lachner & Woods, 1960
- Helcogramma cerasina Williams & Howe, 2003
- Helcogramma chica Rosenblatt in Schultz et al., 1960
- Helcogramma decurrens McCulloch & Waite, 1918
- Helcogramma desa Williams & Howe, 2003
- Helcogramma ellioti (Herre, 1944)
- Helcogramma ememes Holleman, 2007
- Helcogramma fuscipectoris (Fowler, 1946)
- Helcogramma fuscopinna Holleman, 1982
- Helcogramma gymnauchen (Weber, 1909)
- Helcogramma hudsoni (Jordan & Seale, 1906)
- Helcogramma inclinata (Fowler, 1946)
- Helcogramma kranos Fricke, 1997
- Helcogramma lacuna Williams & Howe, 2003
- Helcogramma larvata Fricke & Randall, 1992
- Helcogramma maldivensis Fricke & Randall, 1992
- Helcogramma microstigma Holleman, 2006
- Helcogramma nesion Williams & Howe, 2003
- Helcogramma nigra Williams & Howe, 2003
- Helcogramma novaecaledoniae Fricke, 1994
- Helcogramma obtusirostre (Klunzinger, 1871)
- Helcogramma randalli Williams & Howe, 2003
- Helcogramma rharhabe Holleman, 2007
- Helcogramma rhinoceros Hansen, 1986
- Helcogramma rosea Holleman, 2006
- Helcogramma serendip Holleman, 2007
- Helcogramma shinglensis Holleman, 2007
- Helcogramma solorensis Fricke, 1997
- Helcogramma springeri Hansen, 1986
- Helcogramma steinitzi Clark, 1980
- Helcogramma striata Hansen, 1986
- Helcogramma trigloides (Bleeker, 1858)
- Helcogramma vulcana Randall & Clark, 1993
- Helcogramma williamsi Chiang & Chen, 2012